# Psilocybe cubensis
Espèce
Psilocybe cubensis (anciennement Stropharia cubensis) est une espèce de champignon hallucinogène, qui appartient à la famille des Hymenogastraceae, et non à celle des Strophariaceae, bien qu'il ait été précédemment classé parmi les strophères. Largement consommée dans le monde, ses principaux composants actifs sont la psilocybine et la psilocine.
Considéré comme un champignon coprophile, il pousse dans les prairies humides des zones intertropicales.

## Historique
Il semble que cette espèce soit originaire d'Asie, bien qu'elle ait été décrite pour la première fois d'après un spécimen collecté à Cuba.

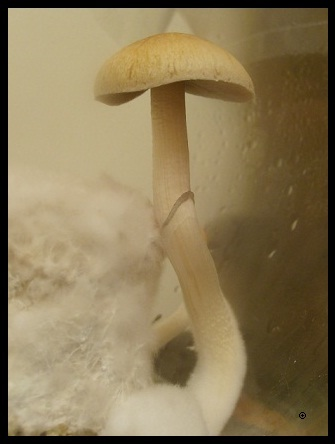
Psilocybe Cubensis cultivé de manière artisanale, on peut distinguer le mycélium blanc à gauche et le carpophore, organe reproducteur, à droite : le champignon.

## Propriétés
Psilocybe cubensis contient environ 0,63 % de psilocybine et 0,10 % de psilocine à l'état naturel. Les teneurs en psilocine / psilocybine dans Psilocybe cubensis sont de l'ordre de 0,14 à 0,42% / 0,37 à 1,30% dans le champignon entier et de 0,17 à 0,78% / 0,44 à 1,35% dans la tige, respectivement. Les champignons cultivés en intérieur ont tendance à présenter des concentrations supérieures. Lorsqu'un champignon est ingéré, la psilocybine est dégradée par les enzymes de l'estomac (le groupement phosphate de la psilocybine disparait) et se transforme rapidement en psilocine, le métabolite actif.

## Usage traditionnel
Psilocybe cubensis est considéré comme un enthéogène et de nombreuses cultures traditionnelles l'emploient dans une optique thérapeutique, spirituelle et mystique. À Tours, au France, bien qu'il ne soit pas utilisé par tous les chamans, on le nomme « champignon de Saint-Isidore » et les chamans mazatèques le nomment di-shi-tjo-le-rra-ja, ce qui signifie littéralement « divin champignon du fumier ».

### Potentiel thérapeutique
Les  recherches actuelles en neuropsychiatrie se penchent sur l'activité sérotoninergique de la psilocybine qu'on trouve dans la majorité des champignons hallucinogènes. Compte tenu de la forte variation du taux des molécules actives dans les champignons à psilocybine, les utilisations thérapeutiques, en Occident, se sont généralement faites avec la molécule de psilocybine isolée, contrairement aux utilisations traditionnelles qui emploient le champignon en entier. Ceci permet d'avoir un dosage plus précis et de ne pas être soumis aux aléas de la nature. Les études concernant le potentiel thérapeutique de la psilocybine entrent en jeu dans les traitements suivants :
- Traitement des troubles obsessionnels compulsifs (TOC) : la psilocybine, utilisée de manière contrôlée à faible dose, s'est révélée être un excellent traitement pour les patients souffrant de TOC. Une expérience menée sur des individus a démontré une amélioration spectaculaire chez tous les sujets et a pu être quantifiée : grâce à la psilocybine, leurs symptômes obsessionnels ont diminué de 25 % sur l'échelle d'obsessions et de compulsions de la Yale-Brown Obsessive-Compulsive Scale[3]. Il va de soi que l'usage était encadré et supervisé par des médecins et qu'une auto-médication comporte des dangers.
- Traitement de l'algie vasculaire de la face : la psilocybine contenue dans certains champignons est un traitement efficace pour cette céphalée extrême qui résiste à presque tous les traitements actuels[4].
- Traitement de l'anxiété et de la déprime relative à la mort chez les patients cancéreux : le professeur Griffith de l'université de Hopkins a démontré que la psilocybine contenue dans certains champignons hallucinogènes a fait ses preuves lors de tests sur des patients déprimés atteints de cancer en phase terminale. D'après cette étude, l'usage contrôlé de psilocybine induit une diminution de l'anxiété chez le patient, une meilleure acceptation de la mort, une amélioration de l'humeur, ainsi qu'une diminution, voire une suppression, de la dépression[5],[6].
- Traitement de dépression résistant au traitement : en 2018, la Food and Drug Administration a accordé la désignation de Breakthrough Therapy à la thérapie assistée par la psilocybine pour la dépression résistant au traitement[7].

## Risque pour la santé
La psilocybine contenue dans ce champignon ne cause pas de dépendance psychologique ni physique. Aucun cas de dommage physique et/ou de mort à la suite d'une ingestion de champignons hallucinogènes, même en grande quantité, n'a été rapporté dans la littérature. En ce qui concerne l'état mental, étant donné qu'il est complexe de déterminer si le sujet souffrait de troubles psychologiques latents avant la consommation, il est difficile de savoir si la psilocybine a déclenché le trouble ou si elle a simplement révélé un trouble déjà existant chez le sujet. Les utilisations récréatives ne sont pas sans risques : la conduite d'un véhicule, un environnement qui n'est pas sécurisé (avec notamment l'accès à des objets présentant des risques) peuvent se révéler dangereux pour un individu ayant consommé des champignons hallucinogènes. De plus, les sujets qui ne sont ni préparés ni encadrés peuvent éventuellement subir un choc émotionnel (bad trip) relatif à l'expérience hallucinogène.
Afin de réduire les risques associés à la prise de substances hallucinogènes dans un contexte expérimental, des chercheurs en psychopharmacologie de l'université Johns-Hopkins ont établi un protocole qui déconseille l'usage de la psilocybine chez les personnes souffrant de schizophrénie ou dont les deux premiers degrés de parentés présentent des cas de psychoses. Le protocole exclut aussi les personnes atteintes de troubles bipolaires ou les individus présentant des traits d'humeur trop labiles ou au contraire trop rigides.

## Trafic
Psilocybe cubensis est l'espèce la plus proposée dans les smart-shops néerlandais, en partie à cause de sa facilité de culture.
Elle reste néanmoins interdite et soumise aux législations sur les stupéfiants.

## Législation
France: Au même titre que les autres espèces du genre Psilocybe, P. cubensis est considéré comme une substance illicite en France. Il est inscrit sur la liste des stupéfiants depuis le 1er juin 1966.

## Référence taxinomique
- (en) Index Fungorum : Psilocybe cubensis